# سكالا (لغة برمجة)
سكالا (بالإنجليزية: Scala) هي لغة برمجة ظهرت عام 2003، تجمع بين البرمجة الكائنية والبرمجة الوظيفية، بدأ تصميم هذه اللغة عام 2001 على يد عالم الحاسوب الألماني مارتن أودرسكي، وصدرت في عام 2003.
تٌعتبر لغة سكالا مفتوحة المصدر، وتعمل على منصة جافا، وقد كانت تعمل سابقاً على منصة دوت نت.

## خصائص اللغة
- لغة تجمع بين البرمجة الكائنية والبرمجة الوظيفية.
- تعتبر من لغات البرمجة عالية المستوى.
- تأثرت هذه اللغة بكثير من اللغات مثل جافا، وإرلانج.
- تعمل باستخدام آلة جافا الافتراضية؛ مما يعني أنه بالإمكان تشغيل التطبيقات على أكثر من نظام تشغيل.[7]

## أمثلة

### برنامج أهلًا بالعالم
```
object
 
HelloWorld
 
{

   
def
 
main
(
args
:
 
Array
[
String
])
 
{

      
println
(
"Hello world"
)

   
}

 
}

```

## وصلات خارجية
- الموقع الرسمي
- سكالا على موقع Open Hub (الإنجليزية)